# Piekiełko (polana)

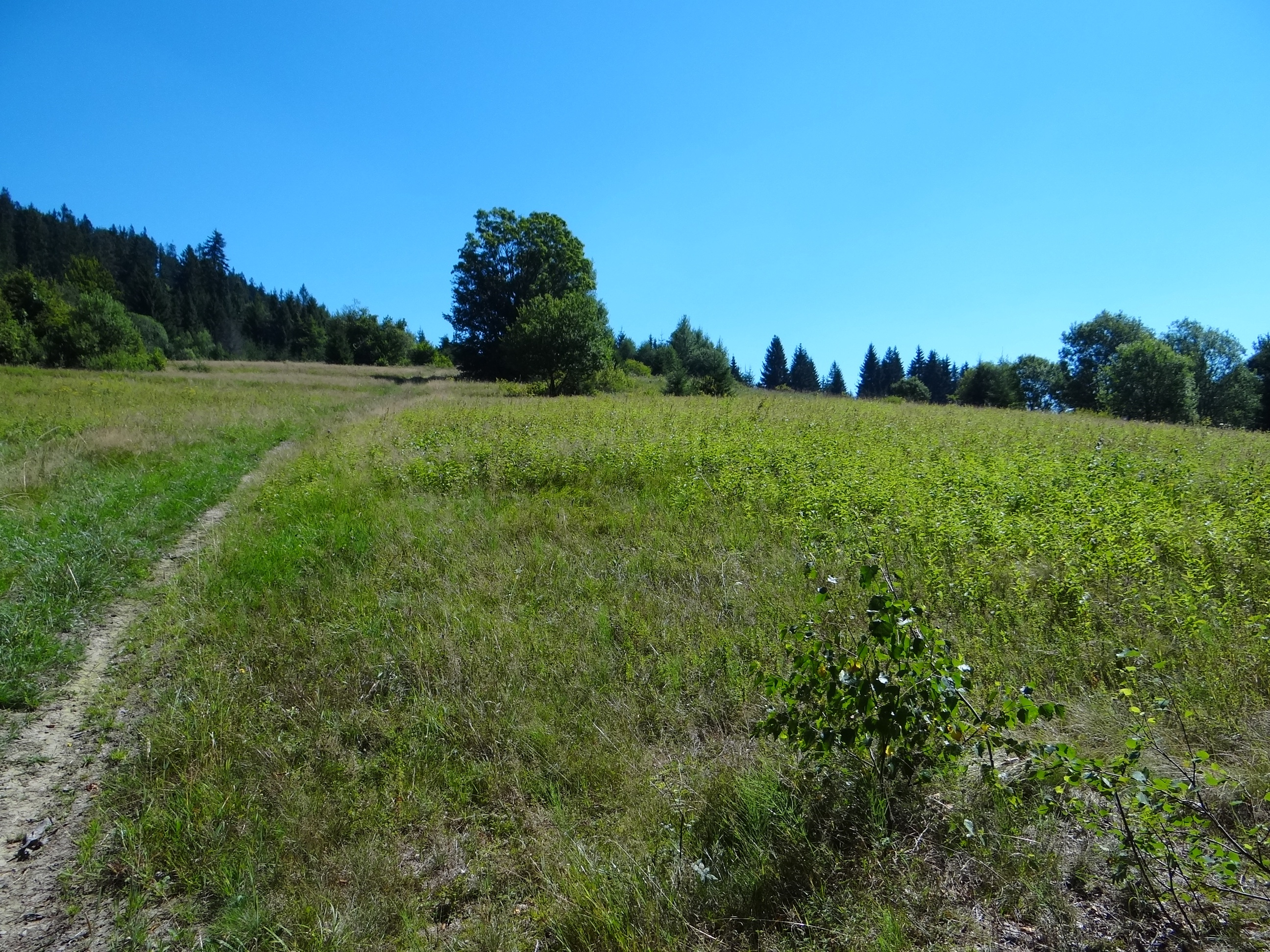
Polana Piekiełko

Piekiełko – polana w Beskidzie Żywiecko-Orawskim w miejscowości Glinka w województwie śląskim, w powiecie żywieckim, w gminie Ujsoły. Położona jest na wysokości około 675 – 710 m n.p.m., na południowo-zachodnich stokach góry Jaworzyna (1045 m), po lewej stronie (w kierunku jazdy) drogi z Glinki na przełęcz Glinka. W Karpatach dawniej (i to zarówno w polskich, jak i słowackich) niekoszone, lecz tylko wypasane polany nazywano halami, nazwę polana używano do polan koszonych. Dawniej niemal cały stok Jaworzyny był bezleśny, na zdjęciach lotniczych mapy Geoportalu widoczne są zarastające lasem polany i halizny. Przy szosie z Glinki na przełęcz Glinka kolejno na mapie Geoportalu podpisane są polany: Piekiełko, Pokrzywnianka, Dolna Wyrobniówka, Górna Wyrobniówka. Obecnie oprócz polany Piekiełko istnieje jeszcze tylko polana Pokrzywnianka, dwie pozostałe, położone wyżej i bliżej przełęczy są już w końcowym stadium zarastania lasem.